# Pieter Holsteijn II

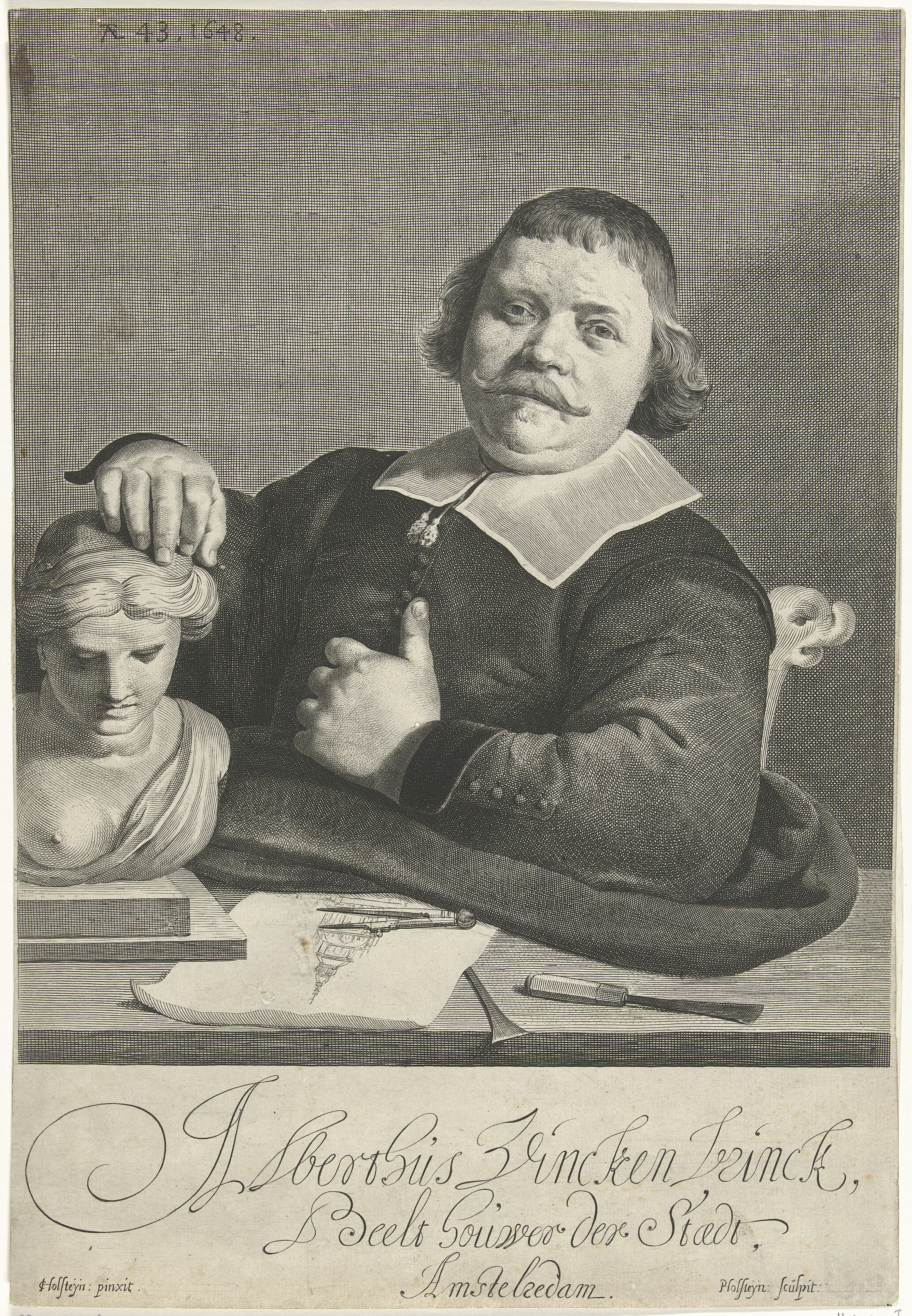
Ritratto di Albert Vinckenbrinck di Pieter e Cornelis Holsteijn

Pieter Holsteijn o Holsteyn II (Haarlem, 1614 circa – Haarlem, 24 settembre 1673 o 1687) è stato un incisore, pittore e disegnatore olandese specializzato in pittura su vetro.

## Biografia

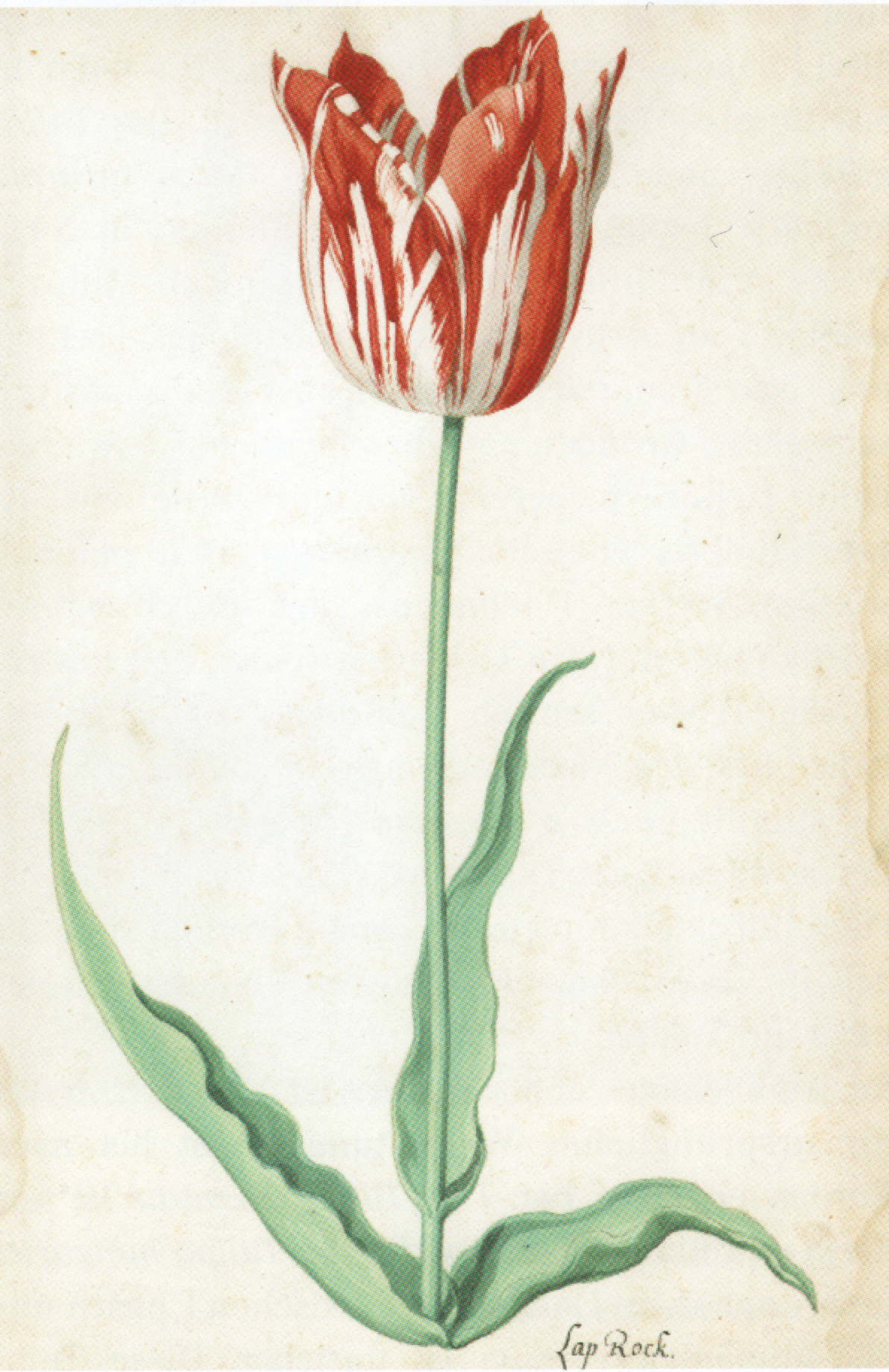
Il tulipano lap rock

Figlio di Pieter Holsteijn I, incisore e pittore su vetro, fu allievo del padre stesso. Operò inizialmente nella sua città natale a partire dal 1634, poi nel 1646 circa si trasferì a Münster e a Enkhuizen, dove rimase due anni. Nel 1662 ritornò a Haarlem, dove entrò a far parte della locale Corporazione di San Luca e dove rimase fino al 1670. Infine dal 1671 al 1673 operò ad Amsterdam.
Hosteijn si dedicò alla rappresentazione di svariati tipi di soggetti: paesaggi, ritratti, soggetti religiosi, contadini, animali, uccelli, insetti e illustrazioni botaniche.
Diversi uccelli raffigurati dall'artista sono probabilmente tratti dall’Historia naturalis Brasiliae e altri dall’Ornithologiae Libri tres.
Inoltre Holsteijn collaborò alla documentazione della collezione di piante, fiori e uccelli di Vijverhof, la tenuta di Agnes Block.
Incise anche parecchi ritratti tra cui quello di Pieter Florisz, vice ammiraglio d'Olanda (da Abraham Liest), di Johan Picardt da H. Nijhoff e di Maurits, conte di Benthem.
Fu suo allievo Josua Breckerveld.

## Opere
- Tulipano lap rock, acquerello
- Dodo bianco, 1663, da un dipinto di Roelant Savery[5]
- Ritratto di Albert Vinckenbrinck, incisione, Pieter Holsteyn II sculpsit; Cornelis Holsteyn pinxit
- Ritratto di Johannes Wier, acquaforte e incisione su rame[6]
- Ritratto di Pieter Florisz, vice ammiraglio d'Olanda, da Abraham Liest[4]
- Ritratto di Johan Picardt, da H. Nijhoff[4]
- Ritratto di Maurits, conte di Benthem[4]